# (147957) 1993 TM21
(147957) 1993 TM21 là một tiểu hành tinh vành đai chính. Nó được phát hiện bởi Henry E. Holt ở Đài thiên văn Palomar ở Quận San Diego, California, ngày 10 tháng 10 năm 1993.